# Tepecoacuilco de Trujano
Tepecoacuilco de Trujano är en kommunhuvudort i Mexiko.   Den ligger i kommunen Tepecoacuilco de Trujano och delstaten Guerrero, i den sydöstra delen av landet, 130 km söder om huvudstaden Mexico City. Tepecoacuilco de Trujano ligger 871 meter över havet och antalet invånare är 5 922.
Terrängen runt Tepecoacuilco de Trujano är kuperad åt nordost, men åt sydväst är den platt. Runt Tepecoacuilco de Trujano är det ganska tätbefolkat, med 172 invånare per kvadratkilometer. Närmaste större samhälle är Iguala de la Independencia, 10,4 km nordväst om Tepecoacuilco de Trujano. Omgivningarna runt Tepecoacuilco de Trujano är en mosaik av jordbruksmark och naturlig växtlighet.